# Eddy Grant
Eddy Grant, nato Edmond Montague Grant (Plaisance, 5 marzo 1948), è un cantante, musicista e produttore discografico guyanese naturalizzato britannico di genere reggae/pop, autore di successi internazionali come Electric Avenue e Gimme Hope Jo'anna.
È anche fondatore dell'etichetta discografica Ice Records, con cui ha prodotto dischi di altri artisti.

## Biografia

### Carriera come musicista
Grant nacque in Guyana, ma da piccolo emigrò con i genitori a Londra. Negli anni sessanta fondò un gruppo musicale multirazziale chiamato The Equals, di cui fu chitarrista e voce principale, portando in testa una vistosa parrucca bianca. La formazione conquistò la vetta delle classifiche di vendita britanniche con il singolo Baby Come Back (lo stesso brano raggiunse la prima posizione anche nella successiva cover di Pato Banton). Fin dalle sue prime composizioni, Grant utilizzò le canzoni per esprimere messaggi politici, in particolare contro il regime dell'apartheid in Sudafrica. Uno dei suoi brani dell'epoca, Police on My Back, fu riproposto dai Clash nel loro album Sandinista!. Degna di nota è la sua Walking on Sunshine, della quale i Rockers Revenge faranno una cover di successo.
Dopo lo scioglimento degli Equals, Grant proseguì come solista (con un look non più vistoso) riuscendo ancora a conseguire diversi successi internazionali. Nel 1982 raggiunse la vetta delle classifiche due volte, con i brani I Don't Wanna Dance e Killer on the Rampage. L'anno seguente si impose nel mercato britannico e statunitense con Electric Avenue (che sarebbe tornato nella hit parade in versione remix nel 2001). Nel 1984 ebbe un buon successo negli Stati Uniti con Romancing the Stone, canzone pensata per il film All'inseguimento della pietra verde, ma poi esclusa dalla colonna sonora ufficiale. Nel 1988 Grant incise l'ultimo dei suoi grandi successi, Gimme Hope Jo'anna, un manifesto reggae contro l'apartheid.
I successi di Grant sono stati ripubblicati nel 2001 nella raccolta Eddy Grant, The Greatest Hits.

### Carriera come produttore
Tra il 1968 e il 1971 ha prodotto alcuni dischi più rock oriented rispetto agli Equals, componendone anche la maggior parte dei brani, citiamo in particolare i Sundae Times, i 32nd Turn Off e i Zappatta Schmidt.
Grant è il fondatore della casa discografica Torpedo, per cui ha inciso il suo primo album solista, e della Ice Records, con sede a Barbados. È stato produttore di artisti come Sting, Mick Jagger ed Elvis Costello.

## Discografia

### Album in studio
- 1975 - Eddy Grant (Torpedo)
- 1977 - Message Man (Ice)
- 1979 - Walking on Sunshine (Ice)
- 1980 - Love in Exile (Ice)
- 1980 - My Turn to Love You (Ice/Epic)
- 1981 - Can't Get Enough (Ice)
- 1982 - Killer on the Rampage (Ice)
- 1984 - Going for Broke (Ice)
- 1986 - Born Tuff (Ice)
- 1988 - File Under Rock (Parlophone/Blue Wave Records)
- 1990 - Barefoot Soldier (Enigma)
- 1992 - Paintings of the Soul (MG Records)
- 1993 - Soca Baptism (Ice)
- 2000 - Hearts and Diamonds (Ice)
- 2006 - Reparation (Ice)
- 2017 - Plaisance (Ice)

### Album dal vivo
- 1980 - Live at Notting Hill (Ice)

### Raccolte
- 1984 - The Killet at Hit Best - All the Hits (K-tel)
- 1985 - At His Best (Tonpress)
- 1986 - Eddy Grant (Amiga)
- 1989 - Walking on Sunshine - The Very Best of Eddy Grant (Parlophone/Blue Wave Records)
- 1993 - The Very Best Of... (Quality Records)
- 1995 - The Best of Eddy Grant (Music for Pleasure)
- 1996 - Greatest Hits (EMI Gold)
- 1998 - The Complete Collection (CMC Special)
- 1999 - Grant's Greatest (Arcade)
- 1999 - Greatest Hits Collection (Sequel Records)
- 1999 - Hits from the Frontline (Sequel Records)
- 2001 - The Greatest Hits (Ice)
- 2008 - The Very Best of Eddy Grant Road to Reparation (Universal Records)

### Singoli
- 1979 - Living on the Front Line
- 1979 - Walking on Sunshine
- 1980 - My Turn to Love You
- 1980 - Do You Feel My Love
- 1981 - Can't Get Enough of You
- 1981 - I Love You, Yes I Love You
- 1982 - I Don't Wanna Dance
- 1983 - Electric Avenue
- 1983 - War Party
- 1983 - Till I Can't Take Love No More
- 1984 - Romancing the Stone
- 1984 - Boys in the Street
- 1985 - Baby Come Back
- 1986 - Dance Party
- 1988 - Gimme Hope Jo'anna
- 1988 - Harmless Piece of Fun
- 1988 - Put a Hold On It
- 1989 - Walking on Sunshine (Tim Simenon remix)
- 1989 - Baby Come Back (Summer mix)
- 1990 - Restless World
- 2001 - Electric Avenue (remix)
- 2001 - Walking on Sunshine (remix)